# Жверинас

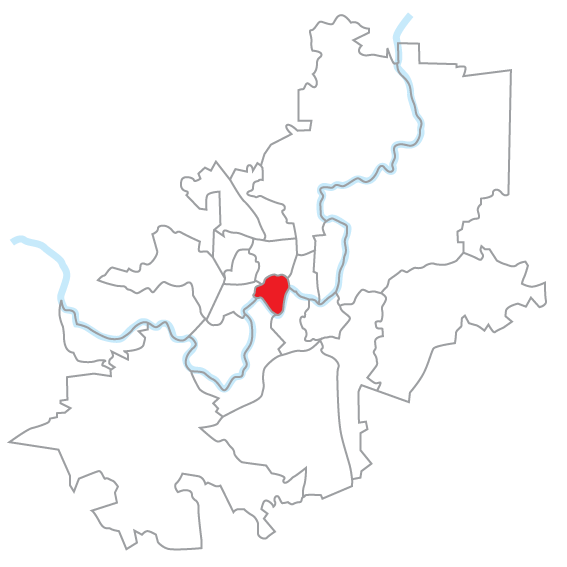
Жверинское староство

Жвери́нас (Зверинец, лит. Žvėrynas, пол. Zwierzyniec) — один из районов Вильнюса. Располагается к северо-западу от центральной части города на правом берегу реки Вилии (Нерис) и образует староство (сянюнию; Žvėryno seniūnija).
Двумя мостами соединяется с центральной частью города и пешеходным мостом с парком Вингис. Отличается малоэтажной застройкой и обилием зелёных массивов. Здесь располагаются католический костёл Непорочного Зачатия Пресвятой Девы Марии, православная церковь иконы Божией Матери «Знамение», караимская кенасса и несколько посольств. 

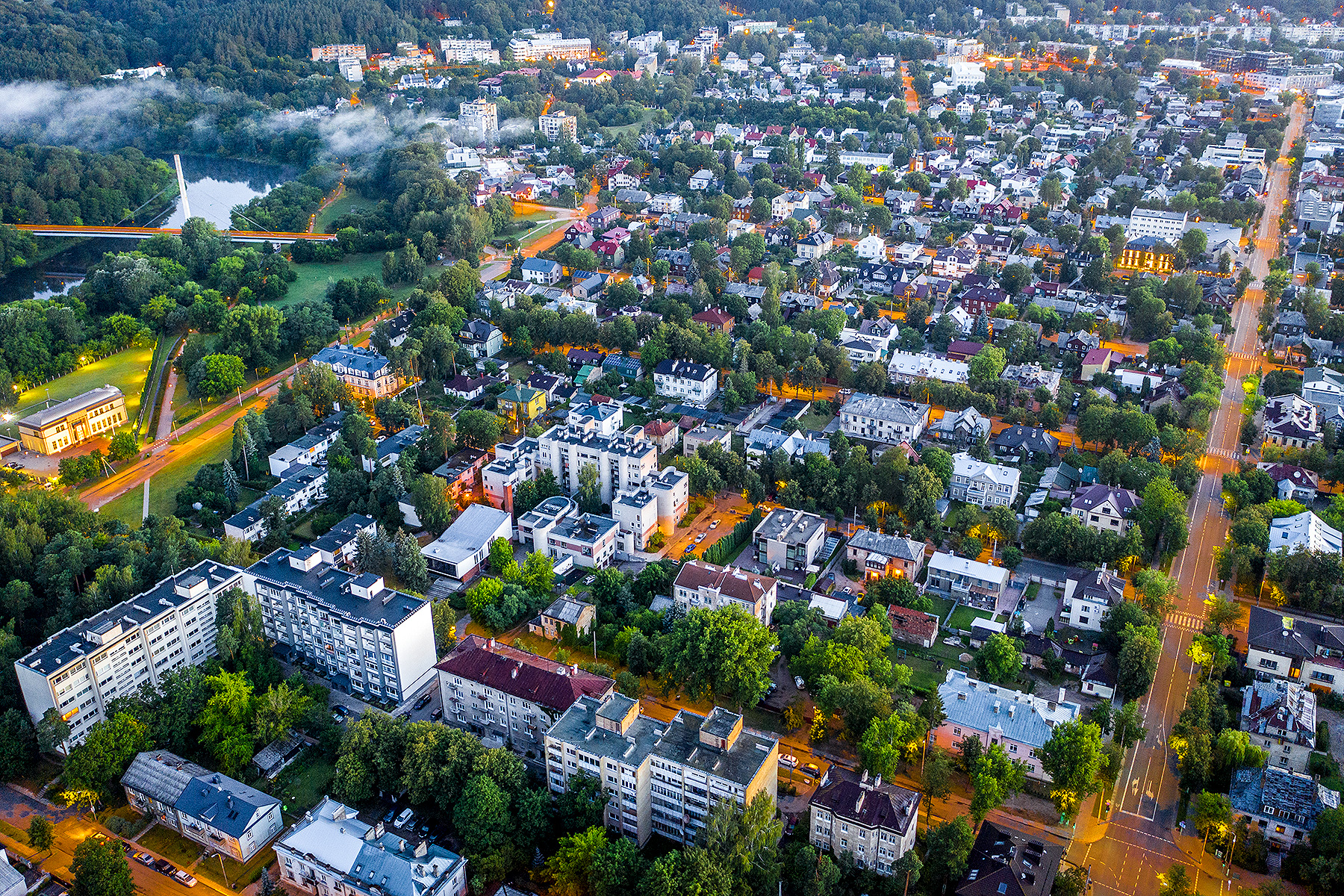

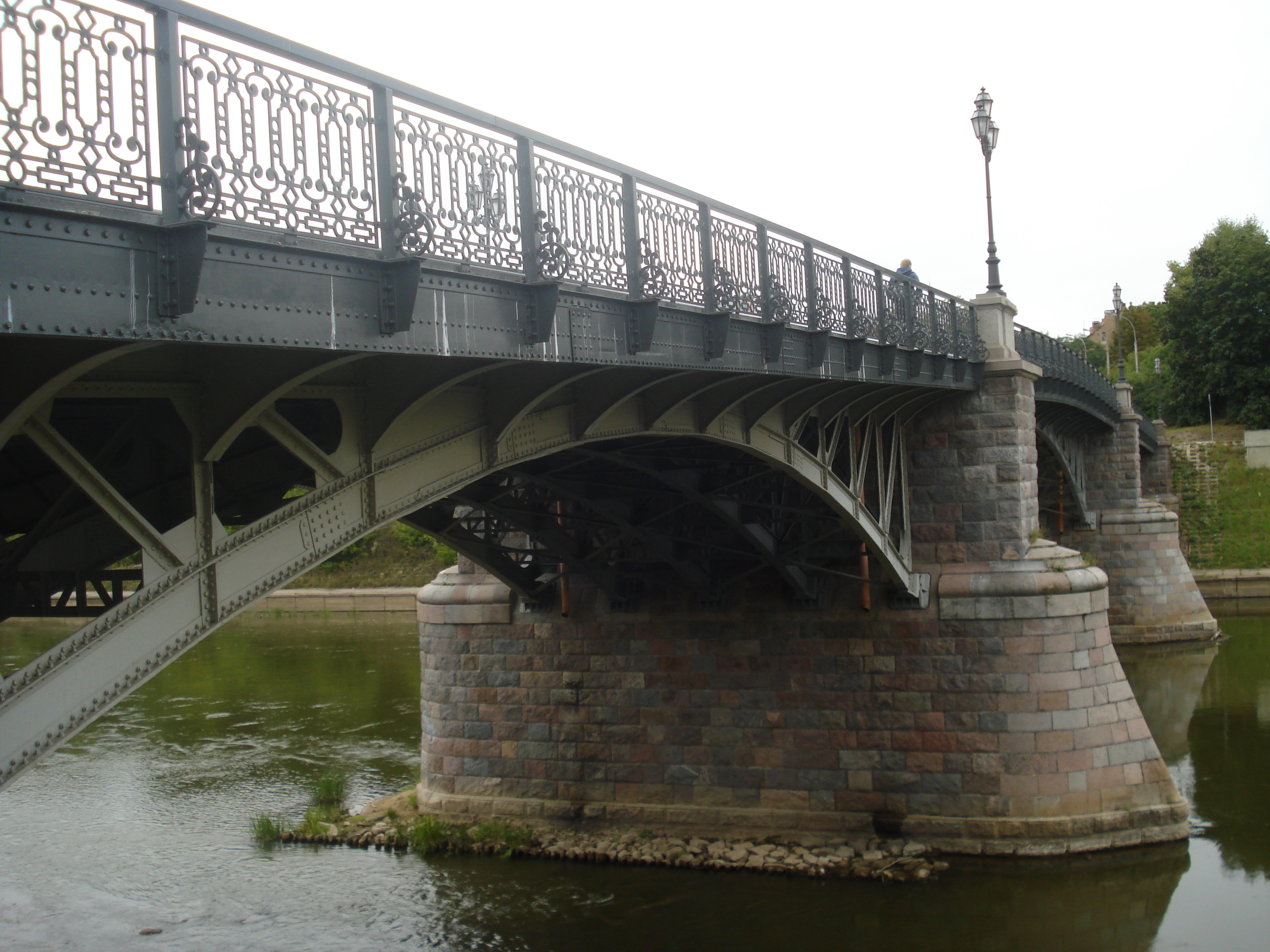
Жверинский мост

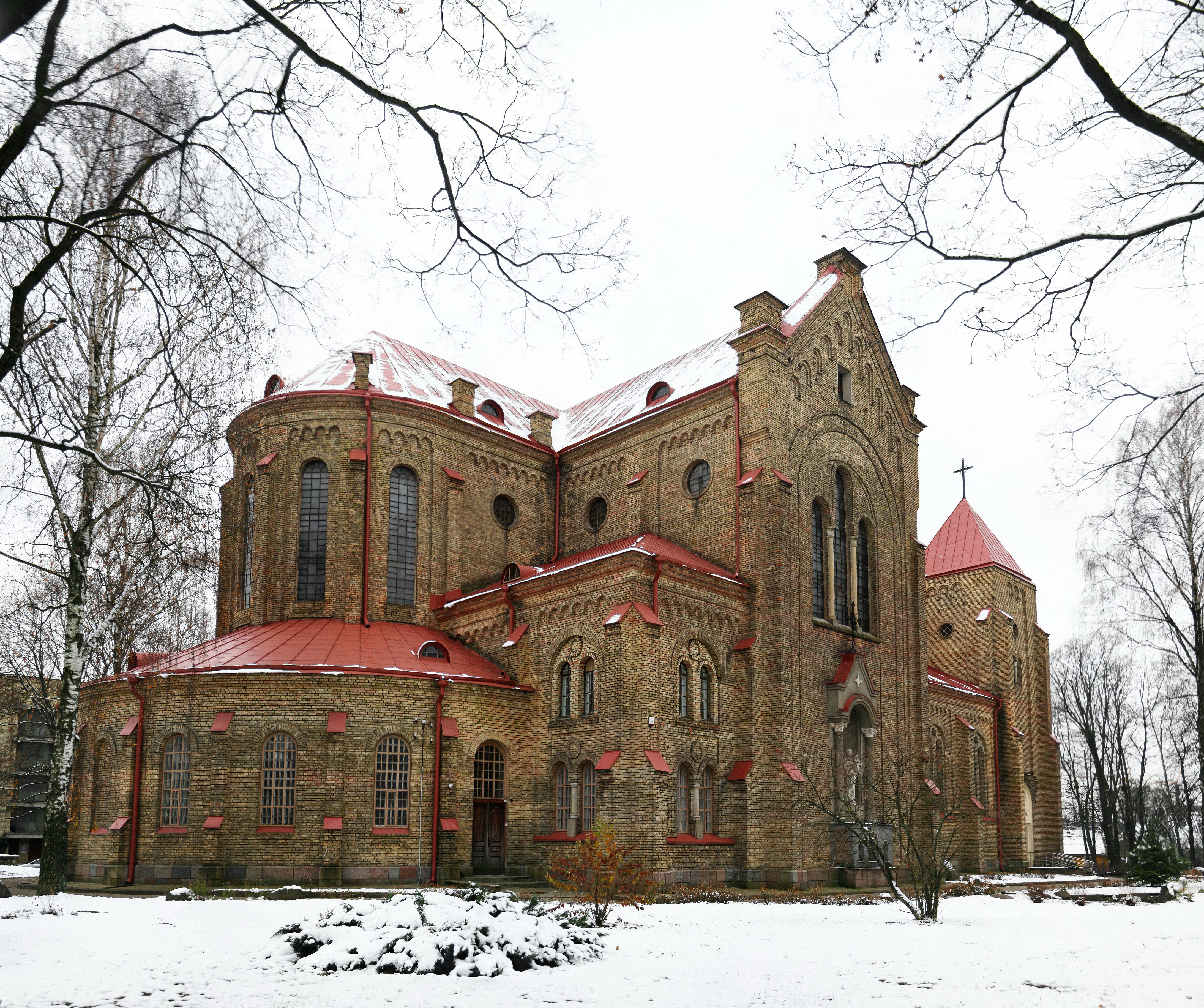
Костёл Непорочного Зачатия Пресвятой Девы Марии

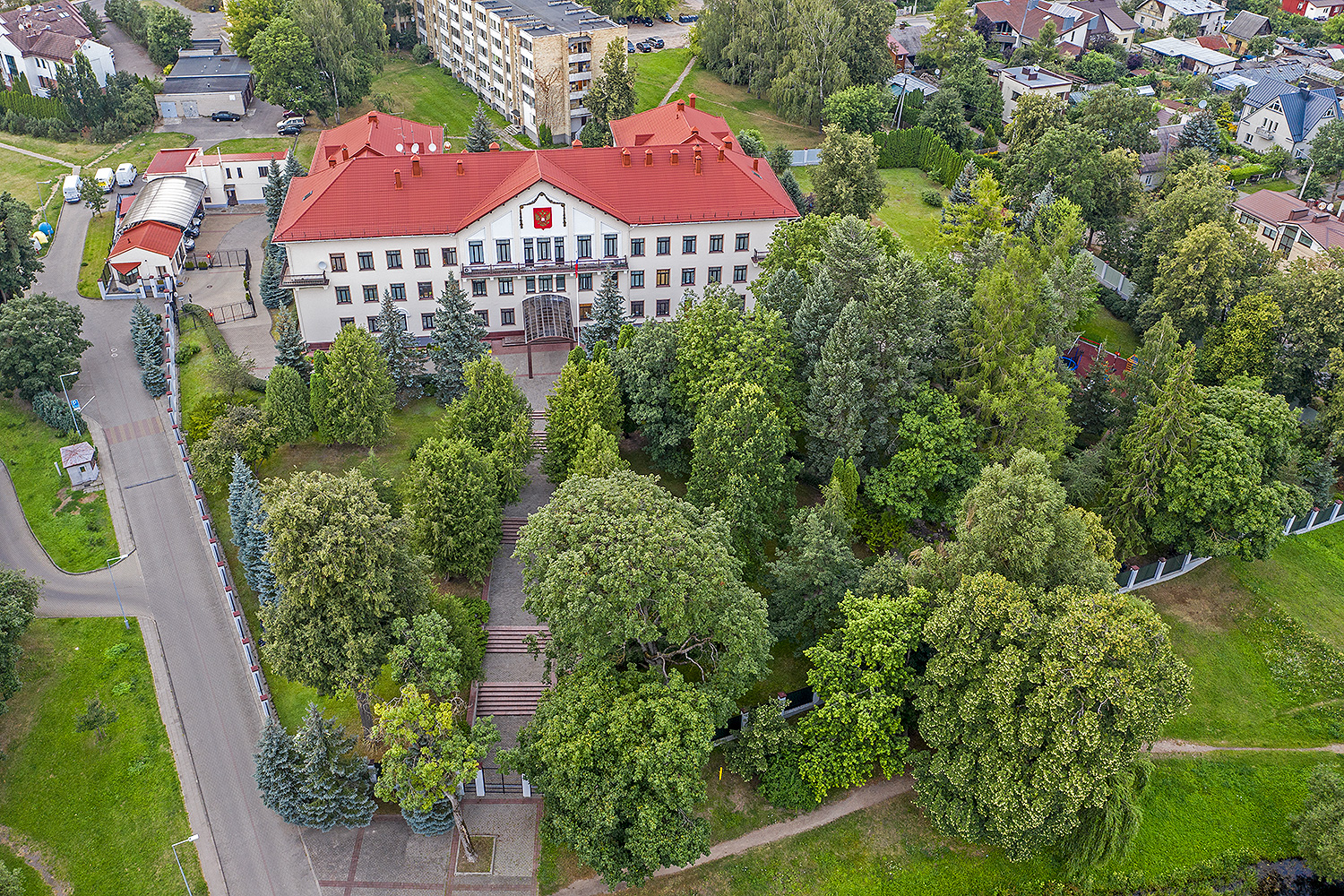
Посольство Российской Федерации

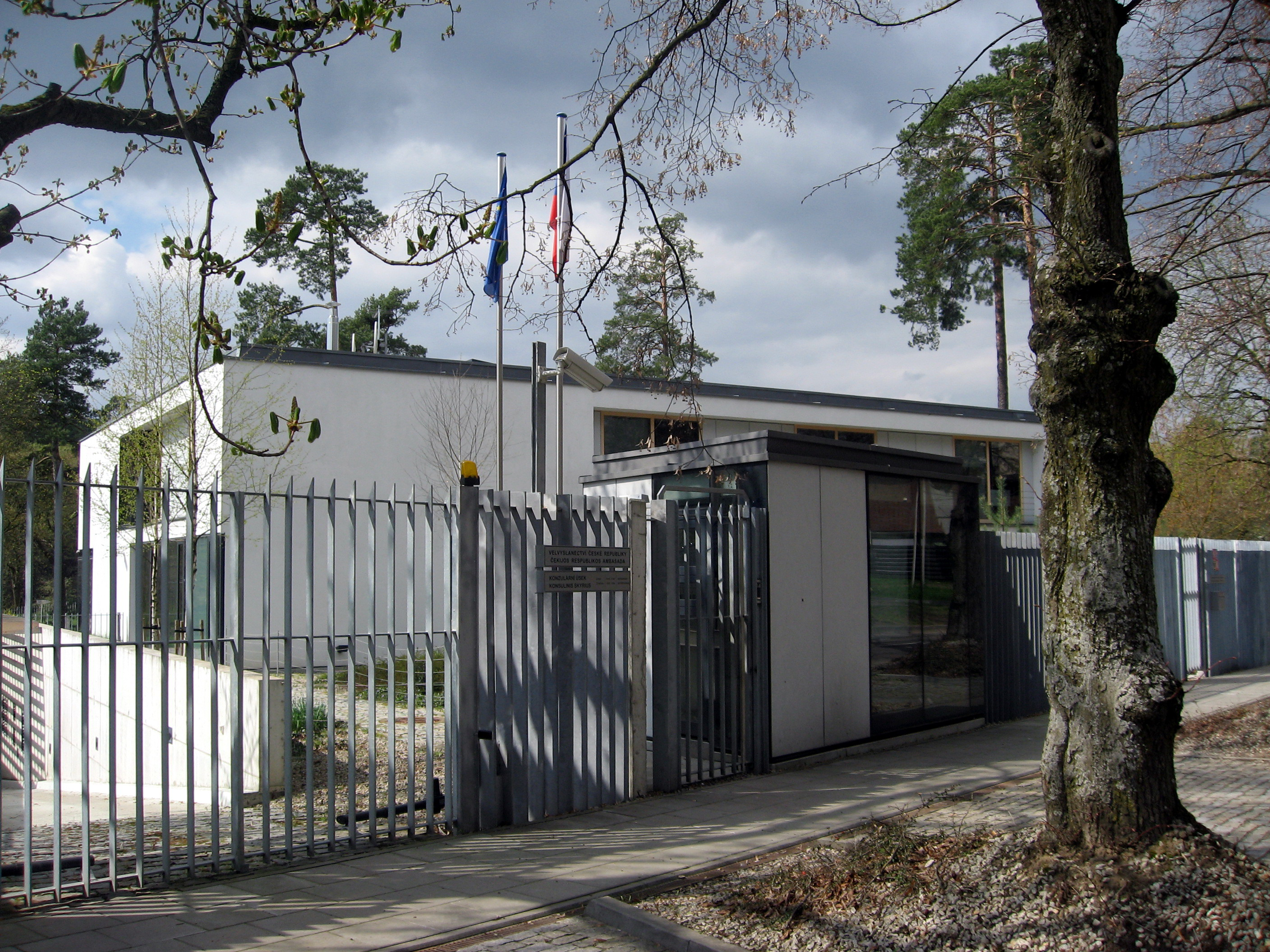
Посольство Чешской Республики

## История
В XVI веке в этой местности находились охотничьи угодья князей Радзивиллов; этим объясняется название. С середины XIX века здесь начали строиться жилые дома. В 1893 году владелец Зверинца (Александрии, как тогда называлась эта местность) В. В. Мартинсон поделил принадлежавшую ему территорию на предназначенные к продаже участки. В этой местности начали появляться каменные и деревянные жилые дома и летние дачи. По дороговизне земельных участков позволить себе жильё в этом районе могли только состоятельные жители города.
Первый деревянный мост соединил Александрию с городом на левом берегу реки в 1892 году (по другим сведениям в 1901 году). Нынешний железный мост длиной 91 м на каменных опорах был сооружён в 1906 году.
В декабре 1900 года Городская Дума приняла решение приобрести Зверинец. В июле 1901 года Зверинец был продан Вильне.
В 1903 году была построена Знаменская церковь, расположившаяся на высоком холме неподалёку от моста.
В 1922 году к югу от нынешней улицы Мицкявичяус была построена караимская кенасса (ул. Любарто, 6).
В 1927—1935 годах на Зверинце действовала первая вильнюсская радиостанция — виленская станция Польского радио.
После Второй мировой войны на Жверинасе появились большие многоквартирные жилые дома, две средние школы, здания технологического и сельскохозяйственного техникумов и советско-партийной школы, обувная фабрика «Виктория» (позднее стала частью кожевенно-обувного комбината имени П. Эйдукявичюса). В 1949 году на улице Бирутес обосновалась Литовская киностудия. В 1957 году троллейбусная линия (маршрут № 1) соединила район с железнодорожным вокзалом, в 1958 году — с Антоколем (маршрут № 3).
На улице Малонёйи в доме № 17 до своей смерти жил литовский поэт Людас Гира. В этом же доме жил и умер литовский прозаик Йонас Марцинкявичюс. Некоторое время на Жверинасе жил литовский композитор Стасис Шимкус.

## Общая характеристика
Район раскинулся между зданиями Вильнюсского педагогического университета и зелёными холмами Каролинишкес. Помимо жилых домов, здесь находятся крупнейшая в Литве кондитерская фабрика «Пяргале» (с 1952 года) и самый крупный в стране молочный комбинат (с 1953 года).
Старый мост, соединяющий Георгиевский проспект (ныне проспект Гедимина) с нынешней улицей Мицкявичяус, по проекту инженера В. Персона и В. Малиновского, был построен в марте 1907 года, варшавской фирмой «Рудзикис и К». Сегодня мост предназначен для движения пешеходов и легковых автомобилей. Для движения общественного транспорта и грузовых автомобилей используется новый мост, построенный ниже по реке в 1987 году (мост Любартаса, называемый также новым жверинским мостом).
В здании бывшего сельскохозяйственного техникума на улице Латвю 53/54 (с марта 2022 — Героев Украины, 2), построенном в 1954 году, располагается посольство Российской Федерации в Литве. На улице Бирутес 16 находится посольство Чехии, на улице Бирутес 20а/35 — посольство Республики Казахстан; на улице Мицкявичяус 4а — посольство Эстонии, на улице Витауто 1 — посольство Италии.
В здании бывшей советско-партийной школы (здесь готовились агрономы-организаторы) на улице Салтонишкю, построенном в 1958 году, размещаются Институт философии и культуры и Институт социальных исследований.
По данным переписи населения Литвы 2001 года, население Жверинаса было 12188 человек, национальный состав:
| Национальность | Доля от всего населения | Доля от всего населения |
| -------------- | ----------------------- | ----------------------- |
| Литовцы        | 71,7%                   | 71.7                    |
| Поляки         | 12,1%                   | 12.1                    |
| Русские        | 9,9%                    | 9.9                     |
| Белорусы       | 2,0%                    | 2                       |
| Украинцы       | 0,9%                    | 0.9                     |
| Евреи          | 0,4%                    | 0.4                     |
| Татары         | 0,2%                    | 0.2                     |
| Латыши         | 0,1%                    | 0.1                     |
| Армяне         | 0,0%                    |                         |
| Другие         | 0,6%                    | 0.6                     |
| Не указана     | 2,1%                    | 2.1                     |